# Aulocera brahminoides
Aulocera brahminoides là một loài bướm ngày nâu được tìm thấy ở Himalayas.
Nó được tìm thấy ở Himalaya gồm Sikkim, thung lũng Chumbi và Tây Tạng.
Theo Evans, loài này được xếp hạng "hiếm" trong thung lũng Chumbi.